# Itterbium(III)-szulfát
Az itterbium(III)-szulfát (Yb2(SO4)3) egy vegyület, az itterbium kénsavsója. Főleg a kutatásban használják. Mérsékelten oldódik vízben és savakban.

## Fordítás
Ez a szócikk részben vagy egészben  a   Ytterbium(III) sulfate című angol Wikipédia-szócikk fordításán alapul.  Az eredeti cikk szerkesztőit annak laptörténete sorolja fel. Ez a jelzés csupán a megfogalmazás eredetét és a szerzői jogokat jelzi, nem szolgál a cikkben szereplő információk forrásmegjelöléseként.